# Gimileo
Gimileo ist ein spanischer Ort und eine Gemeinde (Municipio) in der Region La Rioja mit 120 Einwohnern (Stand: 2024).

## Lage
Gimileo liegt etwa 39 Kilometer südsüdwestlich von Vitoria-Gasteiz und etwa 27 Fahrtkilometer westnordwestlich von Logroño in einer Höhe von 480 m. Der Ebro begrenzt die Gemeinde im Norden. 

## Bevölkerungsentwicklung
| Jahr      | 1960 | 1970 | 1981 | 1991 | 2001 | 2011 | 2021 |
| Einwohner | 126  | 100  | 82   | 95   | 85   | 125  | 107  |

Infolge der Mechanisierung der Landwirtschaft und des daraus resultierenden geringeren Arbeitskräftebedarfs ist die Zahl der Einwohner seit der Mitte des 20. Jahrhunderts deutlich zurückgegangen.

## Sehenswürdigkeiten

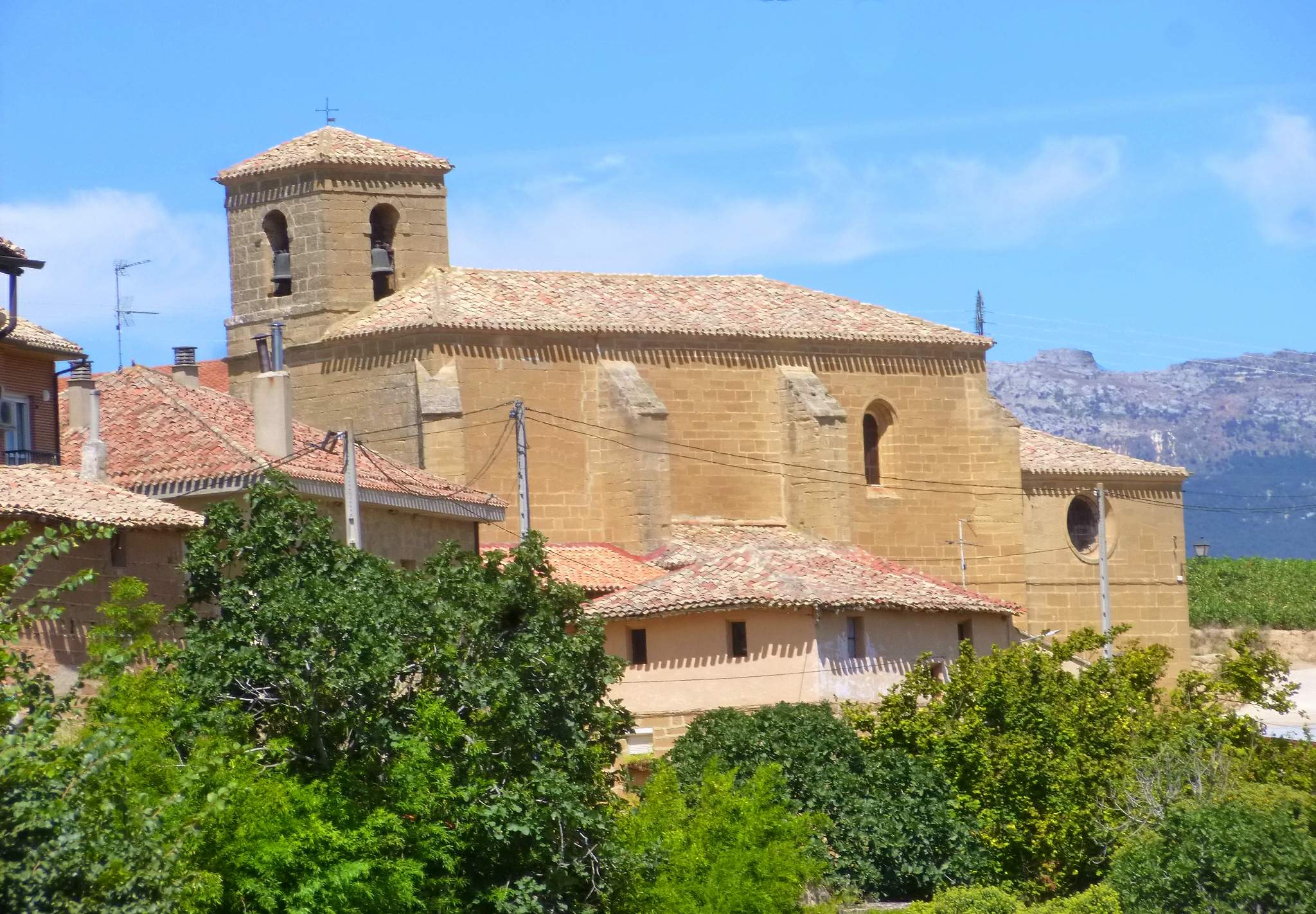
Martinskirche
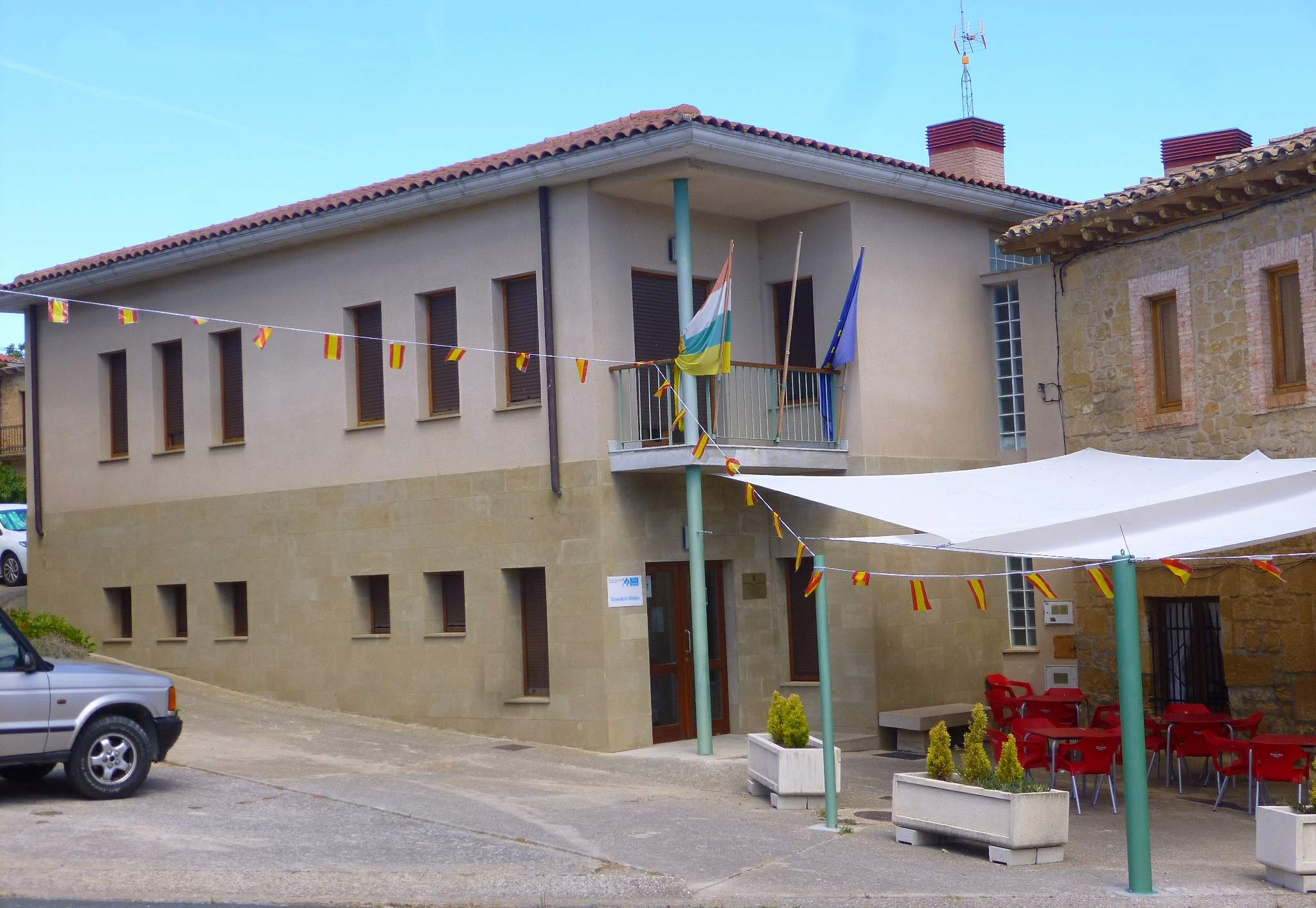
Rathaus

- Martinskirche
- Rathaus